# Щелочков Олександр Анатолійович
Олекса́ндр Анато́лійович Щелочко́в (рос. Алекса́ндр Анато́льевич Щелочко́в; 15 березня 1948, Ташкент — 20 листопада 1990) — радянський футболіст і футбольний тренер узбецького походження.

## Біографія
Олександр Щелочков народився 15 березня 1948 року в місті Ташкент Узбецької РСР.

### Кар'єра
Щелочков закінчив футбольну школу «Пахтакор». У 1966 році став найкращим гравцем турніру груп підготовки команд Вищої ліги і переможцем Кубка «Юність» у складі збірної Узбецької РСР. Цього ж року був запрошений в експериментальну молодіжну збірну команду СРСР. У 1968 році був визнаний найкращим гравцем турніру УЄФА в Санремо, де виступав у складі збірної Радянського Союзу.
Відрізнявся хорошими фізичними даними, дриблінгом і поставленим ударом. Виступав за «Пахтакор», клуб «Селенга» з Улан-Уде. У 1969 році провів один матч у Вищій лізі СРСР за московський «Локомотив», потім розпочався сезон в узбецькому «Політвідділі», який виступав тоді у Другій лізі. У 1971 році провів 2 матчі в Першій лізі СРСР за куйбишевські «Крила Рад».
У 1973 році після завершення ігрової кар'єри став тренером. Тренував узбецький клуб «Хісар», збірну Узбекистану на Спартакіаді Народів СРСР.
У Ташкенті регулярно проходять турніри пам'яті Олександра Щелочкова.